# Mecothrix phaeocraspis
Mecothrix phaeocraspis is een vlinder uit de familie van de visstaartjes (Nolidae). Deze soort is voor het eerst wetenschappelijk beschreven als Celama phaeocraspis door George Francis Hampson in een publicatie uit 1909.
De soort komt voor in Burkina Faso, Ivoorkust, Ghana, Nigeria en Oeganda.